# Pseudepipona nigrocincta
Pseudepipona nigrocincta är en stekelart som först beskrevs av Henri Saussure.  Pseudepipona nigrocincta ingår i släktet Pseudepipona och familjen Eumenidae. Inga underarter finns listade i Catalogue of Life.